# Schweiziske sprog
De fire nationale sprog i Schweiz er tysk, fransk, italiensk og rætoromansk. Tysk, fransk og italiensk opretholder lige status som officielle sprog på nationalt niveau inden for det schweiziske forbunds føderale administration, mens rætoromansk udelukkende bruges i dagligtale. I nogle situationer bruges latin, især som et enkelt sprog til at betegne landet.
I 2017 havde 62,6% af befolkningen i Schweiz tysk som modersmål (58,5% talte schweizertysk og 11,1% standardtysk i hjemmet); 22,9% talte fransk (mest schweizisk fransk, men inklusive nogle fransk-provencalske dialekter ); 8,2% talte italiensk (mest schweizisk italiensk, men inklusive langobardiske dialekter ); og 0,5 % talte rætoromansk.  Den tyske region ( Deutschschweiz ) ligger nogenlunde i øst, nord og centrum; den franske del ( la Romandie ) ligger i vest og det italienske område ( Svizzera italiana ) i syd. Der er stadig en lille rætoromansk talende indfødt befolkning i Grisons i øst. Kantonerne Fribourg, Bern og Valais er officielt tosprogede; Grisons er officielt tresproget.

## Historie
De nationale sprog for schweiziske indbyggere fra 1950 til 2015, i procenter, var som følger:
| År   | tysk | fransk | italiensk | rætoromansk | Andet |
| ---- | ---- | ------ | --------- | ----------- | ----- |
| 2015 | 63,0 | 22.7   | 8.4       | 0,6         | 5.3   |
| 2000 | 63,7 | 20.4   | 6.5       | 0,5         | 9,0   |
| 1990 | 63,6 | 19.2   | 7.6       | 0,6         | 8.9   |
| 1980 | 65,0 | 18.4   | 9.8       | 0,8         | 6,0   |
| 1970 | 64,9 | 18.1   | 11.9      | 0,8         | 4.3   |
| 1960 | 69,4 | 18.9   | 9.5       | 0,9         | 1.4   |
| 1950 | 72,1 | 20.3   | 5.9       | 1.0         | 0,7   |

I 2012 kunne respondenterne for første gang angive mere end ét sprog, hvilket fik procenterne til at overstige 100 %.

## Andre sprog
Udover de nationale sprog og de mange varianter af schweizertysk, tales der flere regionale romanske sprog i Schweiz: fransk-provencalsk og lombardisk .
Omkring 20.000 romaer taler Sinte, et indisk sprog .
Der bruges fem tegnsprog : schweizisk-tysk, fransk, italiensk, østrigsk og tysk .